# Canton de Bourg-en-Bresse-1
Le canton de Bourg-en-Bresse-1 est une circonscription électorale française située dans le département de l'Ain en région Auvergne-Rhône-Alpes, créée par le décret du 13 février 2014 et entrée en vigueur lors des élections départementales de 2015.

## Histoire
Un nouveau découpage territorial de l'Ain (département) entre en vigueur à l'occasion des élections départementales de mars 2015, défini par le décret du 13 février 2014, en application des lois du 17 mai 2013 (loi organique 2013-402 et loi 2013-403). Les conseillers départementaux sont, à compter de ces élections, élus au scrutin majoritaire binominal mixte. Les électeurs de chaque canton élisent au Conseil départemental, nouvelle appellation du Conseil général, deux membres de sexe différent, qui se présentent en binôme de candidats. Les conseillers départementaux sont élus pour six ans au scrutin binominal majoritaire à deux tours, l'accès au second tour nécessitant 12,5 % des inscrits au premier tour. En outre la totalité des conseillers départementaux est renouvelée. Ce nouveau mode de scrutin nécessite un redécoupage des cantons dont le nombre est divisé par deux avec arrondi à l'unité impaire supérieure si ce nombre n'est pas entier impair, assorti de conditions de seuils minimaux. Dans l'Ain, le nombre de cantons passe ainsi de 43 à 23.
Le nouveau canton de Bourg-en-Bresse-1 est formé d'une fraction de la commune de Bourg-en-Bresse et de la commune de Viriat. Le canton est entièrement inclus dans l'arrondissement de Bourg-en-Bresse. Le bureau centralisateur est situé à Bourg-en-Bresse.

## Représentation
| Période élective | Période élective | Mandat | Mandat       | Identité                 | Nuance | Nuance | Qualité                                                                   |
| ---------------- | ---------------- | ------ | ------------ | ------------------------ | ------ | ------ | ------------------------------------------------------------------------- |
| 2015             | 2021             | 2015   | 2021         | Hélène Maréchal          |        | LR     | Juriste Vice-Présidente déléguée à la culture                             |
| 2015             | 2021             | 2015   | 2021         | Bernard Perret           |        | DVD    | Maire de Viriat Ancien conseiller général du Canton de Viriat             |
| 2021             | 2028             | 2021   | 2024 (décès) | Hélène Bertrand-Maréchal |        | LR     | Conseillère sortante Vice-présidente déléguée à l'enfance et à la famille |
| 2021             | 2028             | 2021   | en cours     | Alexis Morand            |        | LR     | Maire adjoint de Viriat                                                   |
| 2021             | 2028             | 2024   | en cours     | Marie-Jo Bardet          |        | LR     | Conseillère municipale de Bourg-en-Bresse                                 |

### Résultats détaillés

#### Élections de mars 2015
À l'issue du premier tour des élections départementales de 2015, deux binômes sont en ballottage : Hélène Marechal et Bernard Perret (Union de la Droite, 42,08 %) et Françoise Courtine et Guillaume Lacroix (Union de la Gauche, 34,56 %). Le taux de participation est de 48,3 % (9 625 votants sur 19 929 inscrits) contre 48,99 % au niveau départemental et 50,17 % au niveau national.
Au second tour, Hélène Marechal et Bernard Perret (Union de la Droite) sont élus avec 56,98 % des suffrages exprimés et un taux de participation de 48,81 % (5 285 voix pour 9 729 votants et 19 931 inscrits).

#### Élections de juin 2021
Le premier tour des élections départementales de 2021 est marqué par un très faible taux de participation (33,26 % au niveau national). Dans le canton de Bourg-en-Bresse-1, ce taux de participation est de 29,27 % (5 855 votants sur 20 006 inscrits) contre 31,48 % au niveau départemental. À l'issue de ce premier tour, deux binômes sont en ballottage : Hélène Bertrand-Maréchal et Alexis Morand (Union au centre et à droite, 44,55 %) et Françoise Courtine et Andy Nkundikije (PS, 40,41 %).
Le second tour des élections est marqué une nouvelle fois par une abstention massive équivalente au premier tour. Les taux de participation sont de 34,3 % au niveau national, 31,83 % dans le département et 32,98 % dans le canton de Bourg-en-Bresse-1. Hélène Bertrand-Maréchal et Alexis Morand (Union au centre et à droite) sont élus avec 54,99 % des suffrages exprimés (3 485 voix pour 6 597 votants et 20 005 inscrits),.

## Composition
Le nouveau canton de Bourg-en-Bresse-1 comprend :
| Nom                                     | Code Insee | Intercommunalité                | Superficie (km2) | Population (dernière pop. légale)                | Densité (hab./km2) | Modifier                                    |
| --------------------------------------- | ---------- | ------------------------------- | ---------------- | ------------------------------------------------ | ------------------ | ------------------------------------------- |
| Bourg-en-Bresse (bureau centralisateur) | 01053      | CA du Bassin de Bourg-en-Bresse | 23,86            | Fraction : 28 858 (2022) Commune : 42 065 (2022) | 1 763              | modifier les données · modifier les données |
| Viriat                                  | 01451      | CA du Bassin de Bourg-en-Bresse | 45,03            | 6 955 (2022)                                     | 154                | modifier les données · modifier les données |
| Canton de Bourg-en-Bresse-1             | 0105       |                                 |                  | 35 813 (2022)                                    |                    | modifier les données                        |

Limite du canton dans la commune de Bourg-en-Bresse

La partie de la commune de Bourg-en-Bresse est celle qui est non incluse dans le canton de Bourg-en-Bresse-2.

## Démographie
En 2022, le canton comptait 35 813 habitants, en évolution de +2,38 % par rapport à 2016 (Ain : +5,15 %, France hors Mayotte : +2,11 %).
| 2013   | 2018   | 2022   |
| ------ | ------ | ------ |
| 31 364 | 35 368 | 35 813 |